# Дедовичи (Волынская область)
Дедовичи (укр. Дідовичі) — село в Киверцовской городской общине Луцкого района Волынской области Украине.
До 2020 года входило в Киверцовский район.
Код КОАТУУ — 0721886605. Население по переписи 2001 года составляет 266 человек. Почтовый индекс — 45223. Телефонный код — 3365. Занимает площадь 1,36 км².